# Тодор Динов
Тодор Динов Георгиев е известен български художник-аниматор, който е сред основателите на българското анимационно кино, член-кореспондент на Българска академия на науките.

## Биография
Динов е роден на 24 юли 1919 година в Дедеагач (днес Александруполи, Гърция) и завършва Държавното промишлено училище в Пловдив. В периода 1938 – 1943 г. следва театрална декорация в Художествената академия в София, а няколко години по-късно, между 1947 и 1951 г. учи анимация при Иван Иванов – Вано в Москва.
Динов определя живописта като „едно от най-съкровените си преживявания“. Интересът му към анимационното кино се заражда още като малък: докато гледал как майка му тъче килим с черно-бели орнаменти, виждал как фигурите трептят и оживяват пред очите му.
С дипломната работа на Тодор Динов, филма „Юнак Марко“ от 1954 г., българското анимационно кино излиза от сферата на любителското – това е първият български професионален рисуван филм. Той прави връзка между анимационното кино и българския фолклор (народния епос за Крали Марко) и е признат от критиците за творба на световно равнище. Още следващият му филм „Внимателното ангелче“ показва развитието в стила на рисуване и мисленето на Динов: натуралистичното изображение е заменено с чистия рисунък на карикатурата, а линейният сюжет – с неочакван край.
През 1964 г. Динов създава признатия за емблематичен негов филм „Маргаритката“, обрал овациите на фестивалите на анимационното кино в Лайпциг, Буенос Айрес, Анкара, Виена, Чикаго и Кан. През 1967 г. „Маргаритката“ е обявен за най-добрия български детски филм. Други известни анимационни филми на Динов са „Гръмоотвод“, „Ревност“, „Епиграма“, „Прометей 20“, „Тъпанът“, „Парижкият дъжд“.
Освен на рисувано кино Динов е режисьор и сценарист и на няколко игрални филма – „Иконостасът“, „Барутен буквар“, „Грехът на Малтица“. Има множество изяви и като карикатурист, илюстратор, график, живописец и плакатист. Работи с техниките акварел, пастел, маслени бои.
Динов е един от основоположниците на първата Студия за анимационни филми в България. Основава специалността Анимационна режисура в НАТФИЗ, където негови ученици са аниматори и режисьори като Доньо Донев, Стоян Дуков, Иван Андонов, Иван Веселинов.
През 1999 г. за изключителния му принос за развитието на българската култура е удостоен с орден „Стара планина“ I степен.
Умира на 17 юни 2004 г. в София.